# Вице-адмирал
Ви́це-адмира́л (заместитель адмирала) — воинское звание в военно-морском флоте ряда стран.
В ВМФ России соответствует армейскому званию генерал-лейтенанта и является третьим по старшинству после званий адмирал флота и адмирал. На погонах вице-адмирала РФ изображены две крупные звезды с якорями.

## История в России
Звание в России введено Петром I в 1699 году, в СССР начало использоваться с 1940 года.
Образцы знаков различий Вице-адмирал (ОФ-7): Российского императорского флотa (РИФ), Флотa Российской Республики, СССР и Российской Федерации.
|                | РИФ                | РИФ             | Российская республика  | Военно-Морской Флот СССР                           | Военно-Морской Флот СССР                   | Военно-Морской Флот СССР   | Военно-Морской Флот СССР | Военно-Морской Флот Российской Федерации | Военно-Морской Флот Российской Федерации | Военно-Морской Флот Российской Федерации | Военно-Морской Флот Российской Федерации | Военно-Морской Флот Российской Федерации |
| Знаки различия |                    |                 |                        |                                                    |                                            |                            |                          |                                          |                                          |                                          |                                          |                                          |
|                | Эполет (1904—1917) | Погон (до 1917) | Нарукавный знак (1917) | Нарукавный знак «Командующий эскадрой» (1918—1935) | Нарукавный знак «Вице-aдмирал» (1940—1955) | погон к кителю (1943—1955) | … парадный (1955—1991)   | … нарукавный знак (1955—1991)            | … парадный (1994—2010)                   | … парадный к белой рубашке (1994—2010)   | … повседневный (1994—2010)               | … парадный (с 2010 года)                 |

| Младшее звание: Контр-адмирал | Вице-адмирал | Старшее звание: Адмирал |

## Знаки различия в других странах

вице-адмирал (Королевские Австралийские ВМС)
вице-адмирал канадских королевских ВМС в 1968-2010
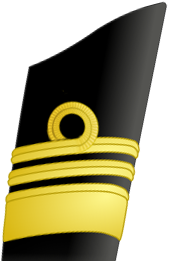
Нарукавные знаки вице-адмирала канадских королевских ВМС  с 2011
Погон вице-адмирала (فريق) египетского ВМФ
Брейд-вымпел вице-адмирала ВМФ Франции
Погон вице-адмирала ВМФ Франции
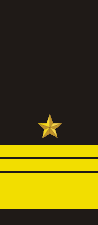
Нарукавные знаки вице-адмирала ВМФ ФРГ
Погон вице-адмирала Военно-морских сил Польши
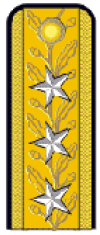
Погон вице-адмирала ВМФ Румынии
Нарукавные знаки вице-адмирала ВМФ Испании
Нарукавные знаки вице-адмирала ВМФ Швеции
Нарукавные знаки вице-адмирала ВМФ Великобритании
Погон вице-адмирала ВМФ Великобритании[1]
Знаки различия (на воротнике, рукаве и погон) вице-адмирала ВМФ США
Знаки различия (на воротнике, рукаве и погон) вице-адмирала Береговой охраны США